# Landremont
Landremont ist eine französische Gemeinde mit 137 Einwohnern (Stand: 1. Januar 2022) im Département Meurthe-et-Moselle in der Region Grand Est (bis 2015 Lothringen). Sie gehört zum Arrondissement Nancy und zum Kanton Entre Seille et Meurthe.

## Geografie
Landremont liegt etwa 17 Kilometer nordnordwestlich von Nancy. Umgeben wird Landremont von den Nachbargemeinden Sainte-Geneviève im Nordwesten und Norden, Clémery im Nordosten, Belleau im Osten und Südosten sowie Ville-au-Val im Süden und Westen.

## Bevölkerungsentwicklung
| Jahr                       | 1962 | 1968 | 1975 | 1982 | 1990 | 1999 | 2006 | 2019 |
| Einwohner                  | 117  | 110  | 86   | 106  | 139  | 126  | 143  | 147  |
| Quellen: Cassini und INSEE |      |      |      |      |      |      |      |      |

## Sehenswürdigkeiten
- Kirche Saint-Clément aus dem 11./12. Jahrhundert

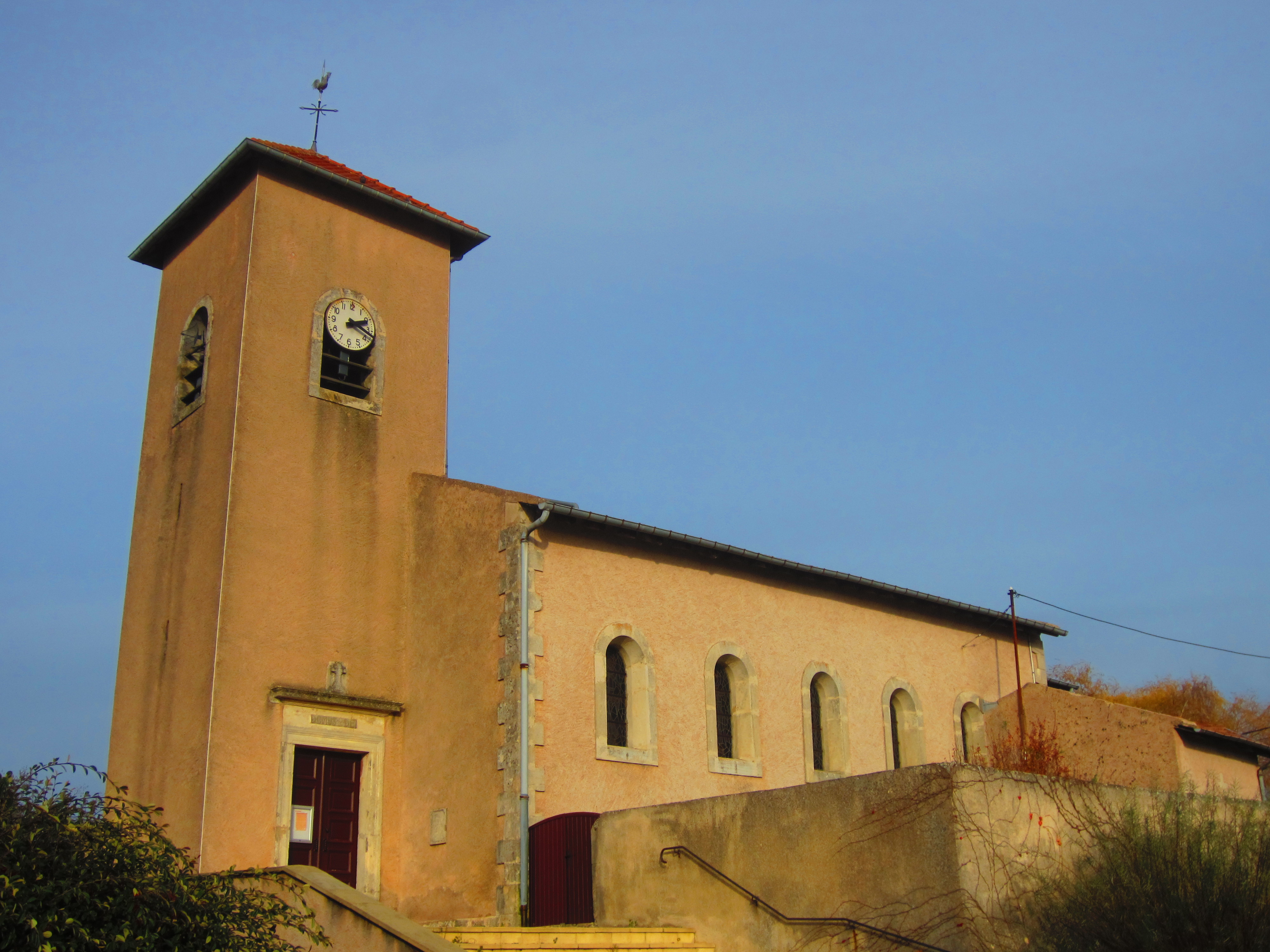
Kirche Saint-Clément

## Persönlichkeiten
- Amélie Rigard (1854–1925), Nonne, deren Einsatz im Hospiz von Gerbéviller ihr eine Kriegsehrung 1915 einbrachte